# Dipterocarpus turbinatus
Dipterocarpus turbinatus är en tvåhjärtbladig växtart som beskrevs av Gaertn. f.. Dipterocarpus turbinatus ingår i släktet Dipterocarpus och familjen Dipterocarpaceae. Inga underarter finns listade i Catalogue of Life.